# Mellamastus nero
Mellamastus nero är en fjärilsart som beskrevs av Gustav Weymer 1907. Mellamastus nero ingår i släktet Mellamastus och familjen björnspinnare. Inga underarter finns listade i Catalogue of Life.